# Start (film)
Start (fr. Le départ) – belgijski komediodramat z 1967 roku w reżyserii Jerzego Skolimowskiego według scenariusza napisanego wraz z Andrzejem Kostenką. Zdjęcia kręcono w Brukseli. Był to pierwszy film Skolimowskiego zrealizowany w Europie Zachodniej. 
Zdobywca Złotego Niedźwiedzia oraz Nagrody Międzynarodowej Unii Krytyki Filmowej na 17. MFF w Berlinie. Film był oficjalnym belgijskim kandydatem do Oscara dla najlepszego filmu nieanglojęzycznego, ale ostatecznie nie zdobył nominacji.

## Fabuła
Marc, praktykant w eleganckim salonie fryzjerskim, ma tylko jedną pasję – samochód. Pragnie wziąć udział w wymarzonym rajdzie. Zna już nawet swój numer startowy, jednak wciąż nie ma samochodu. W celu zdobycia auta podejmuje się wielu szalonych rzeczy. Gdy jest już bliski celu, w jego życiu pojawia się Michèle. Miłość do dziewczyny zmienia w życiu Marca bardzo wiele.

## Obsada
- Jean-Pierre Léaud – Marc
- Catherine-Isabelle Duport – Michèle
- Jacqueline Bir – kobieta
- Paul Roland – szef

## Produkcja
Start został nakręcony przez Skolimowskiego przy niezwykle skromnym jak na czasy powstania budżecie 100 000 dolarów w ciągu trzech tygodni. Skolimowski, opromieniony międzynarodowym sukcesem Walkoweru, przyjechał do Belgii, by nakręcić pierwszy zagraniczny film „nowofalowy” z udziałem idola „Cahiers du cinéma”, Jean-Pierre’a Léauda. Skolimowski nie znał jednak dobrze francuskiego i komunikował się z obsadą i ekipą filmową przy asyście dwóch tłumaczy. Premiera Startu odbyła się pod koniec czerwca 1967 roku na 17. MFF w Berlinie, a 4 lipca na tymże festiwalu Skolimowski otrzymał festiwalowe Grand Prix: Złotego Niedźwiedzia.

## Odbiór
W mediach francuskojęzycznych Start był oceniany bardzo dobrze. Jacques Mandelbaum na łamach „Le Monde” pisał o filmie Skolimowskiego jako skrzyżowaniu Buntownika bez powodu z Generałem, chwaląc przy tym grę Léauda jako alter ego reżysera. Arnaud Hée z portalu Critikat.com twierdził wprawdzie, że Start „z pewnością nie ma w sobie nic z wyjątkowości i siły poprzedniego okresu” w karierze reżysera, lecz stanowił okres przejściowy w twórczości Skolimowskiego. Jean-Baptiste Morain ze strony Les Inrockuptibles uznał Start za film „żywy, błyskotliwy, w stylu Cocteau, Maxa Jacoba czy Jeana Vigo zmieszanego z Nową Falą”.
W krajach anglosaskich sceptycyzm wobec Startu był większy. Magazyn „Time Out” pisał, że Start to „pierwszy film Skolimowskiego nakręcony poza granicami Polski, który być może stał się zalążkiem późniejszych kłopotów i nieporozumień związanych z latami spędzonymi na wygnaniu, ze swoim ostrym kontrastem pomiędzy powierzchownymi wizualnymi podnietami a płytką substancją pod spodem”.